# Muller i marit
Muller i marit (originalment en italià, Moglie e marito) és una pel·lícula italiana del 2017 dirigida per Simone Godano. La pel·lícula va ser nominada a la millor comèdia als Nastri d'argento del 2017. S'ha doblat al català.

## Argument
L'Andrea, un doctor atractiu, i la Sofia, una encantadora presentadora de televisió, fa uns anys que estan casats i tenen dos fills. Després de diverses baralles, tots dos arriben a pensar en el divorci.
Un vespre, l'Andrea treballa en la recerca científica amb el seu amic i company Michele: una màquina capaç de transmetre pensaments. Mentre prova la màquina amb la Sofia, a causa d'un curtcircuit marit i dona semblen intercanviar cossos: l'Andrea, en el cos de la seva dona, ha d'afrontar els reptes dels informatius, lluitant amb la rivalitat en el lloc de treball i amb molt poc coneixement de l'etiqueta de la dona, mentre que la Sofia, havent entrat a la ment de l'Andrea, ha d'enfrontar-se als problemes del departament de neurocirurgia on treballa el seu marit i ha de relacionar-se amb persones que li són totalment desconegudes, principalment el seu amic Michele.

## Repartiment
- Pierfrancesco Favino - Andrea Rossini
- Kasia Smutniak - Sofia Valente
- Valerio Aprea - Michele
- Marta Gastini - Maria
- Andrea Bruschi - Brancati
- Francesca Agostini - Anna
- Paola Calliari - Angelica
- Gaetano Bruno - Cristian